# Medetera flavigenus
Medetera flavigenus är en tvåvingeart som beskrevs av Kazuhiro Masunaga och Saigusa 1998. Medetera flavigenus ingår i släktet Medetera och familjen styltflugor. Inga underarter finns listade i Catalogue of Life.